# Lost Freedom
Lost Freedom - kompilacja utworów grup grających NSBM, wykonujących covery utworów Burzum.

## Lista utworów
1. Шепот Рун (Shepot Run) - "Crying Orc"
2. Сокира Перуна (Sokyra Peruna) - "Lost Wisdom"
3. Коловрат (Kolovrat) - "My Journey To The Stars"
4. Крода (Kroda) - "Jesus' Tod"
5. Россия(Rossija) - "War"
6. Сварга (Svarga) - "Dunkelheit"
7. Молот (Molot) - "Stemmen Fra Tårnet"
8. Wewelsburg - "Dauði Baldrs"
9. M8l8th - "Black Spell Of Destruction"
10. Русич (Rusich) - "Tomhet"